# Andrzej Szarmach
Andrzej Szarmach (* 3. října 1950, Gdaňsk) je bývalý polský fotbalista, útočník. Po skončení aktivní kariéry působil jako trenér.

## Fotbalová kariéra
Začínal v Polsku v nižších soutěžích v týmech Polonia Gdaňsk a Arka Gdynia. V polské nejvyšší soutěži hrál za Górnik Zabrze a Stal Mielec. Dále hrál ve francouzské lize za AJ Auxerre. Kariéru končil ve francouzských nižších soutěžích v týmech EA Guingamp a Clermont Foot. V Poháru mistrů evropských zemí nastoupil ve 4 utkáních a dal 2 góly a v Poháru UEFA nastoupil v 5 utkáních a dal 2 góly. Za reprezentaci Polska nastoupil v letech 1973-1982 v 61 utkáních a dal 32 góly. Byl členem polské reprezentace na Mistrovství světa ve fotbale 1974, kde Polsko získalo bronzové medaile za 3. místo, nastoupil v 6 utkáních a dal 5 gólů, na Mistrovství světa ve fotbale 1978 nastoupil v 5 utkáních a dal 1 gól, a na Mistrovství světa ve fotbale 1982 nastoupil ve 2 utkáních a dal 1 gól. V roce 1976 byl členem stříbrného polského týmu na olympiádě 1976, nastoupil v 5 utkáních a dal 6 gólů.

## Ligová bilance
| Ročník              | Zápasy | Góly | Klub           |
| ------------------- | ------ | ---- | -------------- |
| II liga 1967/68     | -      | -    | Polonia Gdaňsk |
| II liga 1968/69     | -      | -    | Arka Gdynia    |
| I liga 1969/70      | 19     | 10   | Arka Gdynia    |
| I liga 1970/71      | 26     | 14   | Arka Gdynia    |
| I liga 1971/72      | 27     | 17   | Arka Gdynia    |
| Ekstraklasa 1972/73 | 24     | 10   | Górnik Zabrze  |
| Ekstraklasa 1973/74 | 25     | 10   | Górnik Zabrze  |
| Ekstraklasa 1974/75 | 27     | 13   | Górnik Zabrze  |
| Ekstraklasa 1975/76 | 29     | 16   | Górnik Zabrze  |
| Ekstraklasa 1976/77 | 23     | 11   | Stal Mielec    |
| Ekstraklasa 1977/78 | 22     | 13   | Stal Mielec    |
| Ekstraklasa 1978/79 | 22     | 15   | Stal Mielec    |
| Ekstraklasa 1979/80 | 22     | 9    | Stal Mielec    |
| Ekstraklasa 1980/81 | 13     | 12   | Stal Mielec    |
| Ligue 1 1980/81     | 20     | 16   | AJ Auxerre     |
| Ligue 1 1981/82     | 32     | 24   | AJ Auxerre     |
| Ligue 1 1982/83     | 34     | 24   | AJ Auxerre     |
| Ligue 1 1983/84     | 35     | 20   | AJ Auxerre     |
| Ligue 1 1985/85     | 27     | 10   | AJ Auxerre     |
| Ligue 2 1985/86     | 34     | 26   | EA Guingamp    |
| Ligue 2 1986/87     | 30     | 7    | EA Guingamp    |
| CELKEM 1. liga      | 355    | 203  |                |